# Балгар
«Балгар» (болг. българ, IPA: [bɐɫˈɡar]) — болгарський сатиричний/пародійний анімаційний веб-серіал, створений Неделчо Богдановим, дія якого відбувається в місті Несебр. Спеціально запрошеним актором у першому сезоні став болгарський радіо- і телеведучий Нікі Канчев. Серіал спочатку був запропонований ряду болгарських телевізійних станцій, але його прем'єра зрештою відбулася онлайн.
Пілотний епізод був створений у 2008 році, останній епізод першого сезону був завершений у січні 2010 року. Другий сезон розпочався у жовтні 2011 року, а третій — у січні 2013 року. Перші три сезони мали понад п'ять мільйонів переглядів в Інтернеті.
В інтерв'ю від лютого 2014 року Богданов розповів, що його команда почала роботу над створенням повнометражного фільму. У листопаді того ж року відбулася прем'єра фільму «Болгар: фільм» як першого болгарського повнометражного 3D-фільму. Четвертий сезон веб-серіалу розпочався на початку 2015 року, одразу після фільму.